# 谷戸礼子
谷戸 礼子（たにど れいこ、1954年5月28日 - ）は、福井放送 (FBC) の元アナウンサー・元ラジオディレクター。

## 来歴
福井県大野市出身。福井県立福井商業高等学校を卒業後の1973年、FBCに入社した。ラジオセンターに勤務し、アナウンサーとディレクターを兼務していた。
2008年6月26日、第33回（2007年度）アノンシスト賞のラジオフリートーク部門で優秀賞を受賞した。そして2009年3月19日には、第30回（2009年度）NNSアナウンス大賞のラジオ部門で大賞を受賞した。

## 担当番組

### FBCラジオ
- いきいき長寿セミナー[4] → ラジオ放送講座 いきいきセミナー
- FBCラジオ土曜スペシャル - 不定期出演
- 良ーいドン!! - 「ふくい元気通信」担当

## 過去の担当番組

### FBCテレビ
- 幼児の世界[5]
- 市民の窓[5]
- 県民サロン

### FBCラジオ
- さわやかFUKUIモーニングワイド
- こんにちはFUKUIアフタヌーンワイド
- 歌のない歌謡曲
- 土曜だよそれ行け！ピアピア大行進
- 歳末ラジオ2009 〜年忘れ！紅白レコード歌合戦〜（2009年12月30日）